# Іст-Піттсбург (Пенсільванія)
Іст-Піттсбург (англ. East Pittsburgh) — місто (англ. borough) в США, в окрузі Аллегені штату Пенсільванія. Населення — 1927 осіб (2020).

## Географія
Іст-Піттсбург розташований за координатами 40°23′49″ пн. ш. 79°50′17″ зх. д. / 40.39694° пн. ш. 79.83806° зх. д. (40.396877, -79.838182).  За даними Бюро перепису населення США в 2010 році місто мало площу 1,00 км², уся площа — суходіл.

## Демографія
Згідно з переписом 2010 року, у селищі мешкали 1822 особи в 822 домогосподарствах у складі 402 родин. Густота населення становила 1814 осіб/км².  Було 1035 помешкань (1031/км²).
Расовий склад населення:
| - 48,8 % — білих - 45,4 % — чорних або афроамериканців - 0,2 % — азіатів - 0,1 % — корінних американців |

До двох чи більше рас належало 4,8 %. Частка іспаномовних становила 2,5 % від усіх жителів.
За віковим діапазоном населення розподілялося таким чином: 28,3 % — особи молодші 18 років, 58,5 % — особи у віці 18—64 років, 13,2 % — особи у віці 65 років та старші. Медіана віку мешканця становила 35,6 року. На 100 осіб жіночої статі у селищі припадало 80,6 чоловіків;  на 100 жінок у віці від 18 років та старших — 76,0 чоловіків також старших 18 років.
Середній дохід на одне домашнє господарство  становив 33 762 долари США (медіана — 23 824), а середній дохід на одну сім'ю — 38 714 долари (медіана — 25 972). Медіана доходів становила 31 500 доларів для чоловіків та 26 927 доларів для жінок. За межею бідності перебувало 27,7 % осіб, у тому числі 42,1 % дітей у віці до 18 років та 15,2 % осіб у віці 65 років та старших.
Цивільне працевлаштоване населення становило 754 особи. Основні галузі зайнятості: освіта, охорона здоров'я та соціальна допомога — 40,8 %, мистецтво, розваги та відпочинок — 14,5 %, виробництво — 9,2 %, фінанси, страхування та нерухомість — 8,4 %.